# Bataille de Bujumbura (2015)
Crise burundaise
Batailles
- Murwi
- Ndora
- Bujumbura

La bataille de Bujumbura se déroule le 11 décembre 2015 lors de la crise politique burundaise de 2015.

## Déroulement
Le 11 décembre 2015, des combats éclatent à Bujumbura, la capitale du Burundi. À quatre heures du matin, des rebelles attaquent deux camps militaires ; celui de Ngagara au nord et l'Institut supérieur des cadres militaires, dans le quartier de Musaga, au sud. Au même moment, un troisième camp, celui de Mujejuru, à une quarantaine de kilomètres de Bujumbura, est également assailli. Les affrontements durent plusieurs heures, les assaillants échouent à entrer dans le camp de Ngagara, mais ils parviennent à faire une incursion dans celui de Musaga, où certains soldats les rejoignent, et où ils s'emparent d'armes et de munitions. Cependant, les rebelles sont finalement repoussés au bout de trois ou quatre heures de combats et ils se replient hors de la ville,,.
Au moins plusieurs dizaines de civils sont exécutés sommairement par les militaires ou la police pendant et après les combats. Plusieurs centaines ou plusieurs milliers de personnes sont également arrêtées. Selon RFI, les prisons sont pleines, et le 13 décembre, 150 jeunes sont parqués dans la cour de la Brigade spéciale de recherche de la police et une centaine d'autres dans les enceintes du Service national de renseignement. Après les combats, des milliers de partisans du gouvernement organisent « une marche pour la paix » dans le centre-ville,,.
La communauté internationale demande de son côté l'ouverture d'une enquête et appelle au dialogue.

## Bilan humain
Le 12 décembre, le porte-parole de l'armée burundaise, le colonel Gaspard Baratuza, déclare que le bilan est de huit morts — quatre militaires et quatre policiers — et 21 blessés du côté des forces gouvernementales, et de 79 « ennemis » tués et 45 faits prisonniers, ainsi que 97 armes récupérées,. 
Selon Human Rights Watch, le bilan de l'armée est sous-estimé et dépasse certainement les 100 morts à la date du 13 décembre. 
Le 15 janvier 2016, le Haut-Commissariat des Nations unies aux droits de l'homme dénonce l'existence de massacres ethniques, de charniers et de viols collectifs. Il demande une enquête sur « l'existence possible d'au moins neuf charniers » à Bujumbura, où au moins 100 corps auraient été enterrés après les attaques du 11 décembre.